# Wyzywajuszczij
Wyzywajuszczij ros. Вызывающий – radziecki niszczyciel projektu 56, zmodyfikowany według projektu 56PŁO. W służbie od 31 marca 1956 do 25 kwietnia 1989 roku, aktywny na Oceanie Spokojnym i Indyjskim.

## Budowa i opis techniczny

### Budowa i stan pierwotny
„Wyzywajuszczij” został zbudowany (pod numerem 81) w Stoczni im. Leninskogo Komsomoła w Komsomolsku nad Amurem, stępkę położono 25 lipca 1953 roku. Okręt został zwodowany 20 maja 1955 roku, zaś do służby wszedł 31 marca 1956 roku. 
Niszczyciel charakteryzował się całkowitą długością 126 metrów (117,9 m na linii wodnej), szerokość wynosiła 12,76 metra, zaś zanurzenie maksymalnie 4,2 metra. Wyporność jednostki to: 2667 ton (standardowa), 2949 ton (normalna) i 3249 ton (pełna).
Napęd stanowiły 2 turbiny parowe TW-8 o mocy 72 000 KM oraz 4 kotły parowe wodnorurkowe KW-76. Jednostka rozwijała prędkość maksymalną 38 węzłów. Przy 14 węzłach mogła ona pokonać 3850 mil morskich.
Uzbrojenie artyleryjskie okrętu składało się z 2 podwójnych dział SM-2-1 kalibru 130 mm L/58 i 4 czterolufowych działek przeciwlotniczych SM-20 ZIF kalibru 45 mm L/76. Niszczyciel dysponował 6 miotaczami bomb głębinowych BURUN. Uzbrojenie torpedowe stanowiły 2 pięciorurowe wyrzutnie kalibru 533 mm. Okręt mógł zabierać na pokład również miny morskie.
Załogę okrętu stanowiło 284 ludzi, w tym 19 oficerów.

### Modyfikacje
Okręt zmodernizowano zgodnie z projektem 56PŁO – prace prowadzano od 25 marca 1970 do 13 marca 1972 roku w stoczni Dalzawod Nr 200 we Władywostoku.
Zmiany wprowadzono głównie w uzbrojeniu okrętu. Dziobową wyrzutnię torpedową przystosowano do walki z okrętami podwodnymi, rufową wyrzutnię zdemontowano. 
Zamiast miotaczy bomb głębinowych BURUN zamontowano 4 rakietowe miotacze RBU-2500. 
W trakcie remontu, już po głównej modernizacji, jako broń przeciwko rakietom lecącym na niskim pułapie, na okręcie zamontowano 2 lub 4 podwójne automatyczne działka 2M-3M kalibru 25 mm. 
Opisane zmiany zwiększyły wyporność okrętu o ok. 450 ton oraz obniżyły maksymalną prędkość jednostki do około 34 węzłów. Zmniejszyła się również liczba załogantów.

## Służba
„Wyzywajuszczij” większość swojej służby spędził na Oceanie Spokojnym. Służbę bojową pełnił w latach 1966–1972 na wodach oblewających Hawaje, na morzach Filipińskim, Japońskim, u wybrzeży Północnej Korei i na Oceanie Indyjskim. Udzielił pomocy okrętowi podwodnemu K-66 w gaszeniu pożaru, który wybuchł 6 maja 1966 roku. Niszczyciel odbył wizyty zagraniczne w Korei Północnej, Somalii, Cejlonie i na Mauritiusie. 
Od 1 listopada 1985 roku w rezerwie w Zatoce Nowik, skreślony z listy okrętów marynarki wojennej 25 kwietnia 1989 roku, sprzedany na złom do Chin w 1994 roku. 
Okręt nosił kolejno numery burtowe: 472, 072, 446, 425, 782 i 766.